# Sentència per a un dandi
Sentència per a un dandi (títol original: A Dandy in Aspic és una pel·lícula britànica dirigida per Anthony Mann i Laurence Harvey (després de la mort del primer) estrenada el 1968. Ha estat doblada al català.

## Argument
Un agent doble rus, que es fa passar per un espia britànic des de fa divuit anys, voldria plegar però els seus superiors no ho accepten. La seva tasca es complica quan els serveis secrets britànics li donen l'ordre d'eliminar un dels seus compatriotes i amic...

## Repartiment
- Laurence Harvey: Eberlin
- Tom Courtenay: Gatiss
- Mia Farrow: Caroline
- Harry Andrews: Fraser
- Peter Cook: Prentiss
- Lionel Stander: Sobakevich
- Per Oscarsson: Pavel
- Barbara Murray: Srta. Vogler
- John Bird: Henderson
- Norman Bird: Copperfield
- Geoffrey Bayldon: Lake
- Calvin Lockhart: Brogue
- James Cossins: Heston-Stevas
- Michael Trubshawe: Flowers
- Lockwood West: Quince

## Cançó del film
- If You Want Love: lletra i música d'Ernie Sheldon i Quincy Jones, interpretat per Shirley Horn